# قائمة مواقع التراث العالمي في جيبوتي

قائمة مواقع التراث العالمي في جيبوتي، هي قائمة للمواقع التي تعتزم كل من الدول الأطراف النظر فيها كمرشحة لتكون ضمن قائمة مواقع التراث العالمي التابعة لليونسكو.

## القائمة
- الجثوة (أولوس) (2015)
- المشهد الحضري التاريخي لمدينة جيبوتي ومبانيها - 2015
- بحيرة عسل (2015)
- جزيرة موشا ومسكلي (2015)
- المناطق الطبيعية في إقليم أبخ (2015)
- منتزه داي فورست الوطني (2015)
- منطقة محمية أسامو الطبيعية (2015)
- منطقة محمية جليلو الطبيعية (2015)
- بحيرة آبي: مظهرها الثقافي، وآثارها الطبيعية ونظامها البيئي (2015)

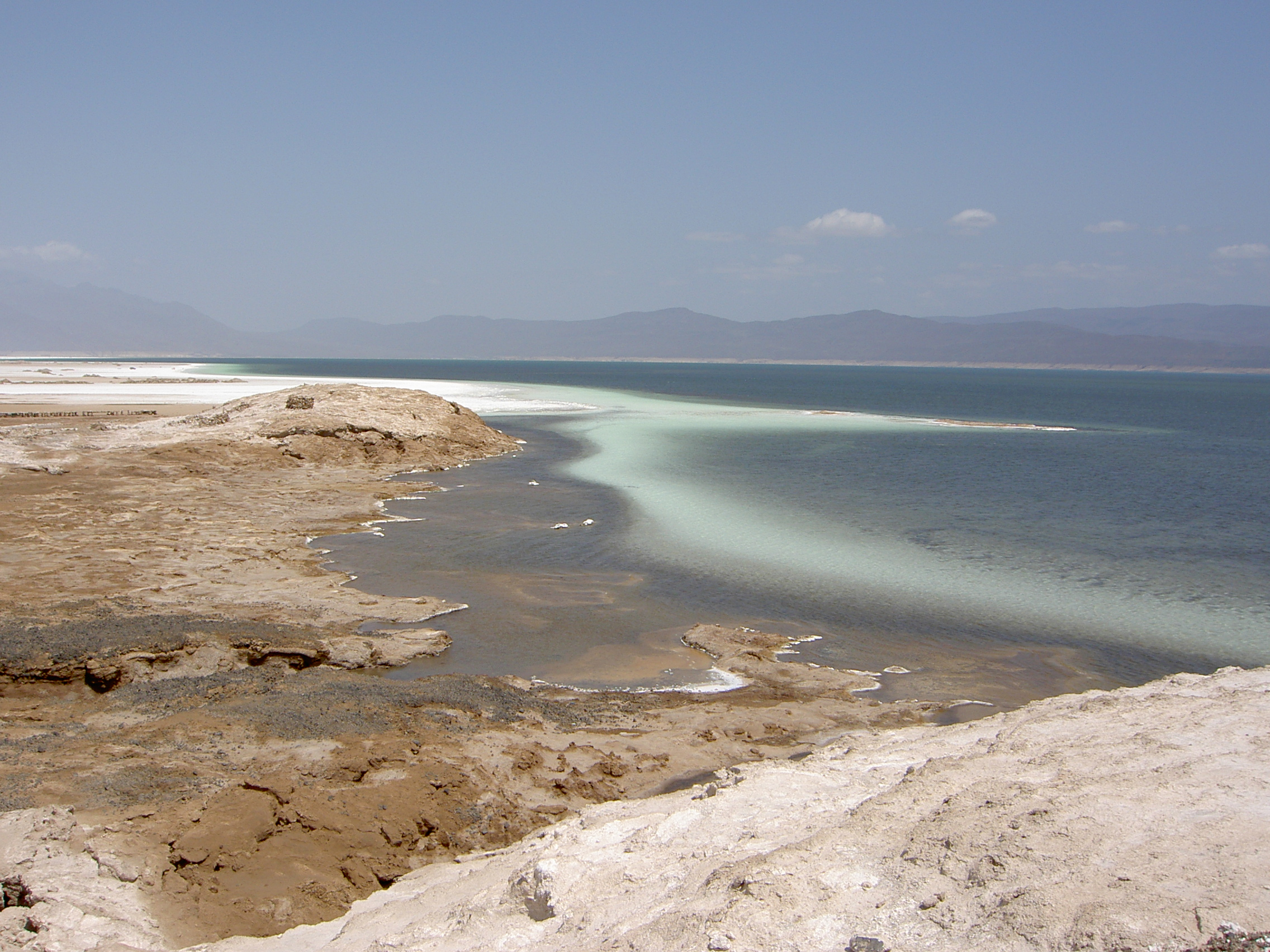
بحيرة عسل، ويظهر الملح على اليسار.